# Tomás Adriano
Tomás Adriano de León (født 14. oktober 1977 i Torreón, Coahuila) er en tidligere mexicansk fodboldspiller. Han spillede som målmand senest for C.F. La Piedad, og har også spillet for Santos Laguna, Club León og Dorados de Sinaloa.